# リアーノ
リアーノ（伊: Riano）は、イタリア共和国ラツィオ州ローマ県にある、人口約10,000人の基礎自治体（コムーネ）。

## 地理

### 位置・広がり
ローマ県北部のコムーネ。

#### 隣接コムーネ
隣接するコムーネは以下の通り。
- カステルヌオーヴォ・ディ・ポルト
- モンテロトンド
- ローマ
- サクロファーノ

### 気候分類・地震分類
リアーノにおけるイタリアの気候分類 (it) および度日は、zona D, 1599 GGである。
また、イタリアの地震リスク階級 (it) では、zona 3A (sismicità bassa) に分類される。

## 行政

### 分離集落
リアーノには、以下の分離集落（フラツィオーネ）がある。
- Belvedere, Colle delle Rose, Colle Romano, La Rosta